# 博斯地区格勒讷维尔
博斯地区格勒讷维尔（法語：Greneville-en-Beauce，法語發音：[ɡʁœnvil ɑ̃ bos]）是法国卢瓦雷省的一个市镇，位于该省北部偏西，属于皮蒂维耶区。

## 地理
博斯地区格勒讷维尔（48°10'54"N, 2°6'46"E）面积22.47 平方千米，位于法国中央-卢瓦尔河谷大区卢瓦雷省，该省份为法国中北部省份，北起埃松省，西北接厄尔-卢瓦省，西南接卢瓦-谢尔省，南至涅夫勒省和谢尔省，东临约讷省，东北接塞纳-马恩省。
与博斯地区格勒讷维尔接壤的市镇（或旧市镇、城区）包括：博斯地区沙尔蒙、乌塔维尔、莱乌维尔、吉涅维尔、旧皮蒂维耶、皮蒂韦赖地区茹伊、沙蒂永勒鲁瓦、巴佐什莱加勒朗德。

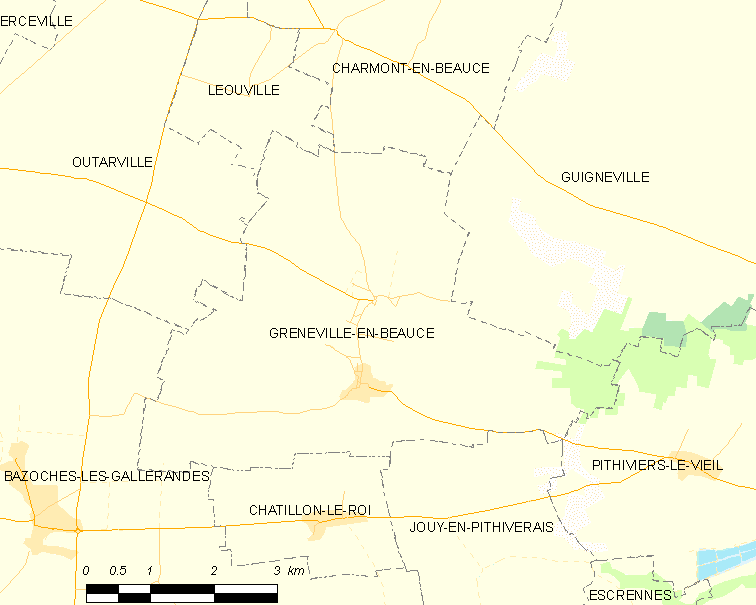
博斯地区格勒讷维尔的OSM定位图

博斯地区格勒讷维尔的时区为UTC+01:00、UTC+02:00（夏令时）。

## 行政
博斯地区格勒讷维尔的邮政编码为45480，INSEE市镇编码为45160。

## 政治
博斯地区格勒讷维尔所属的省级选区为皮蒂维耶县。

## 人口

1962-2008年间博斯地区格勒讷维尔人口变化图示

博斯地区格勒讷维尔于2022年1月1日时的人口数量为672人。